# 横波

橫波，又稱為高低波，是介質振動方向和波行進方向垂直的一種波。若此波沿著x軸移動，則介質的振動方向為与x轴垂直的方向上。舉例來說繩波就是一種橫波。水波在外表看起來具有橫波的樣子，但實際上水分子的振動並非單純地與波前進的方向垂直或平行，因此並不適合討論其為橫波或縱波，其形成是高低起伏的波形。
地震时产生的橫波的傳遞速率小於纵波（縱波包括聲波和某些地震引起的震波（P波），其特徵為介質粒子移動方向和行進方向平行）。

## 外部連結
- 橫行波的Java模擬 （页面存档备份，存于）